# Karsten Paul
Karsten Ingmar Paul (* 1970 in Kaufbeuren) ist ein deutscher Psychologe und belegt die Professur für Angewandte Psychologie an der Johannes Kepler Universität (JKU) Linz.

## Leben und Werdegang
Karsten Paul wurde 1970 in Kaufbeuren im Allgäu, einer Region im Süden von Deutschland geboren und wuchs dort auch auf. Zu Beginn seiner universitären Ausbildung besuchte Paul die Ludwig-Maximilians-Universität München und studierte dort bis zur Zwischenprüfung das Fach Germanistik. Im Anschluss studierte Paul Psychologie an der Justus-Liebig-Universität Gießen. Nach seiner Diplomprüfung war er wissenschaftlicher Mitarbeiter an die Friedrich-Alexander-Universität Erlangen-Nürnberg, an der er auch 2005 promovierte.  Ab März 2001 war er als Hochschullehrer im Raum Nürnberg und Umgebung tätig. Im Zeitraum von 2009 bis 2010 übernahm Karsten Paul eine Vertretungsprofessur für Organisations- und Sozialpsychologie an der Universität Bamberg. Schließlich habilitierte Karsten Paul 2012 an der Friedrich-Alexander-Universität Erlangen-Nürnberg. Im März 2014 war er als Gastdozent an der Mykolas-Romeris-Universität eingeladen. Ab Februar 2019 war er am Lehrstuhl für Psychologie, insbesondere Wirtschafts- und Sozialpsychologie an der Friedrich-Alexander-Universität Erlangen-Nürnberg tätig, ehe er 2024 an die Johannes Kepler Universität Linz wechselte. Dort belegte er bereits im Zeitraum von 2016 bis 2017 eine Zeitprofessur für Angewandte Psychologie. Seit dem Wintersemester 2024 bekleidet Karsten Paul erneut die Professur für Angewandte Psychologie an der Johannes Kepler Universität Linz.

### Forschungsschwerpunkte
In seiner Forschung fokussiert Karsten Paul sich auf die Themen Erwerbsarbeit und Erwerbslosigkeit, wobei die Schwerpunkte dabei auf den psychischen Auswirkungen von Erwerbslosigkeit und den psychologischen Bedürfnissen in Arbeit beziehungsweise Nichtarbeit liegen. In einem Interview während der Corona-Pandemie äußerte er sich unter anderem zu Kurzarbeit und befand, dass diese für Menschen belastend sei, aber nicht so belastend wie Arbeitslosigkeit, da Vollarbeit in Aussicht stünde und Kurzarbeit gesellschaftlich als Arbeit anerkannt sei. Karsten Paul rät davon ab, sich einen systemrelevanten Beruf zu suchen, um Arbeitslosigkeit zu vermeiden, wenn dieser nicht den Interessen einer Person entspricht, da sich nicht jede Art von Erwerbsarbeit besser anfühle als Erwerbslosigkeit. Pandemien seien laut Karsten Paul besonders belastend für Arbeitslose, auch wenn sie einen Grund für Erwerbslosigkeit liefern, wodurch die Schuld der Arbeitslosigkeit weniger bei den Betroffenen gesehen würde. Insgesamt wirke sich Arbeitslosigkeit vor allem auf junge Menschen besonders belastend aus. Als mögliche Gründe dafür nennt Karsten Paul zum einen eine schlechte Zukunftsperspektive für eine Person durch frühe Arbeitslosigkeit, zum anderen dass Erwerbstätigkeit ein wichtiger Entwicklungsschritt für das Erwachsenwerden sei, welcher bei jungen Menschen dann ausbleibe. Im Umgang mit Arbeitslosen solle man die Erwerbslosigkeit wenig thematisieren meint Karsten Paul und stattdessen Unterstützung anbieten, wobei Hilfe bei der Jobsuche ein wesentlicher Faktor sein könne. Er betont es sei für Arbeitslose relevant, sich ihre Tage zeitlich zu strukturieren, da freie Zeit, sich nicht wie Freizeit, sondern häufig belastend anfühle, wenn man auf Arbeitssuche ist. Den Arbeitssuchenden empfiehlt Paul über ihren künftigen Arbeitsplatz in jeglichen Facetten zu reflektieren und dann auszumachen, was für eine künftige Erwerbstätigkeit in realistischem Ausmaß wünschenswert wäre.
Im Kontext der Abschaffung der Hartz IV Sanktionen in Deutschland 2022 meinte Karsten Paul zu dessen Auswirkungen, dass sich die Einstellungen, das Verhalten und das Arbeitsinteresse von Arbeitslosengeld-Empfängern dadurch wenig verändern würde, weil Erwerbstätigkeit eine Vielzahl menschlicher Bedürfnisse erfülle und deswegen für Arbeitslose attraktiv bleibe.
Weiterhin hat Karsten Paul sich in seiner Forschung mit kognitiven Verzerrungen im Kontext der Eignungsdiagnostik beschäftigt. Paul setzte sich im Kontext seiner Forschung zudem mit Problemen der Interrater-Reliabilität sowie der Wirkung von Werbung und der Analyse psychischer Bedürfnisse auseinander.

## Sonstiges
In seiner Freizeit begeistert Karsten Paul sich für Lyrik. Seine Leidenschaft dafür hat er bereits in seiner Jugendzeit entdeckt, als er sich mit Dichtern des Expressionismus auseinandersetzte. Seit 2014 beteiligt sich Paul am Blog "DAS GEDICHT" und veröffentlicht dort unregelmäßig lyrische Beiträge, vor allem in der Reihe "Gedichte mit Tradition", herausgegeben von Jan-Eike Hornauer. Im Februar 2025 veröffentlichte Karsten Paul seinen ersten Lyrikband "Semmel sei der Mensch, Bratwurst und Senf", der aus den "Gedichten mit Tradition" heraus entstanden ist und in dem es unter anderem um Gegenreden, Fortschreibungen und Parodien von bekannten Gedichten geht; herausgegeben ist er von Jan-Eike Hornauer und von ihm auch mit Einordnungstexten versehen.

## Auszeichnungen (Auswahl)
- 2013: TextArt Sonderpreis beim Jokers-Lyrik Preis-2013[1]
- 2014: Publikumspreis Hochstadter Stier 2014[12]
- 2017: 1. Platz beim Preis für politische Lyrik 2017[1]
- 2018: Jurypreis beim Lyrikstier 2018[12]

## Veröffentlichungen (Auswahl)
- Karsten Ingmar Paul und Karl Moser: Unemployment impairs mental health: Meta-analyses. In: Journal of Vocational behavior. Band 74, Nr. 3, 1. Juni 2009, S. 264–282, doi:10.1016/j.jvb.2009.01.001.
- Karsten Ingmar Paul und Bernad Batinic: The need for work: Jahoda's latent functions of employment in a representative sample of the German population. In: Journal of Organizational Behavior. Band 31, Nr. 1, Januar 2010, S. 45–64, doi:10.1002/job.622.
- Karsten Ingmar Paul und Klaus Moser: Incongruence as an explanation for the negative mental health effects of unemployment: Meta‐analytic evidence. In: Journal of Occupational and Organizational Psychology. Band 79, Nr. 4, Dezember 2006, S. 595–621, doi:10.1348/096317905X70823.
- Jaana Vastamäki, Klaus Moser und Karsten Ingmar Paul: How stable is sense of coherence? Changes following an intervention for unemployed individuals. In: Scandinavian journal of psychology. Band 50, Nr. 2, April 2009, S. 161–171, doi:10.1111/j.1467-9450.2008.00695.x.
- Petra Saskia Bayerl und Karsten Ingmar Paul: What determines inter-coder agreement in manual annotations? A meta-analytic investigation. In: Computational Linguistics. Band 37, Nr. 4, 1. Dezember 2011, S. 699–725, doi:10.1162/COLI_a_00074.